# Barclay Hope
Barclay Hope (Montreal, 25 februari 1958) is een Canadees acteur.

## Biografie
Hope werd geboren in Montreal als jongere broer van acteur William. Hij is getrouwd en heeft drie kinderen met wie hij in Vancouver woont.
Hope begon in 1983 met acteren in de televisieserie Hangin' In, waarna hij in nog meer dan 100 televisieseries en films speelde. Hij is onder andere bekend van zijn rol als Peter Axon in de televisieserie PSI Factor: Chronicles of the Paranormal, waar hij in 85 afleveringen speelde (1996-2000).

## Filmografie

### Films
Selectie:
- 2015 The Age of Adaline - als financieel adviseur
- 2014 Big Eyes - als advocaat van Gannett
- 2011 Final Destination 5 - als dr. Leonetti
- 2003 Paycheck - als Suit
- 2003 Lucky 7 - als partner
- 1999 Strange Justice - als Tom Daniels

### Televisieseries
Selectie:
- 2022-2024 Resident Alien - als Gerald Bloom - 2 afl.
- 2020-2022 Upload - als Oliver Kannerman - 5 afl.
- 2022-2023 Under the Banner of Heaven - als chief Rick Belnap - 8 afl.
- 2017-2021 Riverdale - als Clifford Blossom - 21 afl.
- 2017-2019 Darrow & Darrow - als Raymond - 3 afl.
- 2019 Unspeakable - als schoolhoofd Southwood - 2 afl.
- 2018 Colony - als Sal - 4 afl.
- 2018 Salvation - als generaal Wallace - 2 afl.
- 2015-2018 UnREAL - als Asa Goldberg - 5 afl.
- 2017 Rogue - als ?? - 5 afl.
- 2015 Wayward Pines - als Brad Fisher - 4 afl.
- 2011-2012 The Killing - als Michael Ames - 6 afl.
- 2010-2011 Hellcats - als Parker Monroe - 4 afl.
- 2007-2010 Eureka - als generaal Mansfield - 8 afl.
- 2007 Traveler - als Joseph - 3 afl.
- 2003-2007 Smallville - als dokter - 3 afl.
- 2004-2006 Stargate SG-1 - als kolonel Lionel Pendergast - 6 afl.
- 2004-2005 The L Word - als Bert Gruber - 3 afl.
- 2003 Battlestar Galactica - als piloot - 2 afl.
- 1996-2000 PSI Factor: Chronicles of the Paranormal - als Peter Axon - 85 afl.
- 1993-1994 Street Legal - als Mike Hayden - 6 afl.

- Biblioteca Nacional de España: XX1713686
- Bibliothèque nationale de France: cb146358583 (data)
- Gemeinsame Normdatei: 137496699
- International Standard Name Identifier: 0000 0001 1679 7198
- Library of Congress Control Number: no2011047625
- Virtual International Authority File: 81679599
- WorldCat: E39PBJpTXGbj4GvmT4k7yrPqQq